# Pasillo vaticano
El Pasillo Vaticano fue un programa creado en 1946 por el obispo austriaco Alois Hudal y el sacerdote croata Krunoslav Draganovic . Su objetivo principal era facilitar cartas de identidad falsas a nazis y ayudarles a evadirse desde Austria hacia Italia, donde se refugiaban en Roma, en la Vía Tomacelli, 132-134, que dirigía Draganovic. Una vez allí, embarcaban hacia Argentina, Perú, Chile o Brasil con pasaportes de Cruz Roja facilitados por el cardenal argentino Antonio Caggiano. Fruto de esta operación se evadieron Ante Pavelić, Klaus Barbie o Adolf Eichmann. Empezó a funcionar tras los juicios de Núremberg.
- Datos: Q5393608